# Mercedes-Benz 600
De Mercedes-Benz 600 (ook bekend als de Mercedes-Benz W100) was een wagen die meedraaide in de absolute topklasse van luxe-auto's. Mercedes-Benz had zich voorgenomen om de ultieme luxe-auto te produceren en het bedrijf nam zeven jaar de tijd om deze te ontwikkelen. Na zijn eerste productie in september 1963 had hij slechts concurrentie van Rolls-Royce en enkele Amerikaanse limousines, zoals de Cadillac Series 70.
De auto werd aangedreven door een 6,3 liter V8-motor. Deze motor was speciaal voor dit model ontwikkeld omdat de bestaande motoren van Mercedes niet sterk genoeg werden bevonden. Hiermee kon de 600 optrekken van 0 naar 100 km/u in negen seconden. In 1964 werd de Mercedes-Benz 600 tweede als Auto van het Jaar, na de Rover 2000. De wagen was uitgerust met verstelbare luchtvering waardoor op elk wegtype het optimale rijcomfort geboden kon worden. De wagen had een hydraulisch systeem dat de ramen, dakraam, de achterklep, de stoelen en evt. het cabrio-dak boven de achterpassagiers (landaulet) kon laten bewegen.
Er waren verschillende versies verkrijgbaar. Zo was er de versie met de korte wielbasis (5.540 mm) die bedoeld was om door de eigenaar zelf bestuurd te worden en de versie met de lange wielbasis (4- of 6-deurs, 6.240 mm). Deze laatste werd de Pullman genoemd. Ook was er een Landauletuitvoering. De auto was ook gepantserd te verkrijgen. Er zijn zelfs drie coupéversies gebouwd.
De Mercedes-Benz 600 was een geliefde wagen onder staatshoofden, en met name de Landaulet. Vele dictators zoals Josip Broz Tito, Enver Hoxha, Ferdinand Marcos, Saddam Hoessein, Nicolae Ceaușescu en Idi Amin lieten zich rondrijden in zo'n Official state car. De Duitse regering bezat een 600 om bezoekende staatshoofden mee te vervoeren. Het Belgische koningshuis heeft een Mercedes 600 in de stallen staan, evenals het Vaticaan. Als de auto in een film wordt gebruikt is de eigenaar meestal een megalomane boef, zoals in The Witches of Eastwick of in verschillende James Bondfilms.
Vanaf 1972 werd de vraag naar de auto een stuk minder. Dit kwam deels door de oliecrisis. De klanten stapten over op de Mercedes-Benz W116 die later weer werd opgevolgd door de Mercedes-Benz W126. In 1981 stopte de productie aangezien deze verlieslijdend was geworden.